# Journal of Vaishnava Studies
The Journal of Vaiṣṇava Studies (рус. Журнал вайшнавских исследований) — научный журнал, основанный в 1992 году американским писателем и исследователем индуизма Стивеном Роузеном. Журнал в основном посвящён тематике научного изучения вайшнавских традиций, в особенности бенгальского вайшнавизма. Начиная с 2002 года журнал выпускается Университетом Кристофера Ньюпорта в Виргинии в сотрудничестве с издательством A. Deepak Publishing, Inc. Главный редактор — Грэм Швейг. В 1993 году датский религиовед Микаэль Ротштейн назвал The Journal of Vaiṣṇava Studies самым значимым научным журналом по изучению гаудия-вайшнавизма.